# To. Jenny
To. Jenny (tiếng Hàn: 투제니; Romaja: Tujeni) là bộ phim truyền hình Hàn Quốc năm 2018 với sự tham gia của Kim Sung-cheol và Jung Chae-yeon. Phim được phát sóng trên KBS2 từ ngày 10–18 tháng 7 năm 2018.

## Tóm tắt
To. Jenny là một bộ phim ca nhạc kể về một chàng trai trẻ thể hiện mối tình đầu đơn phương của mình với một cô gái thông qua âm nhạc và một cô gái trẻ theo đuổi ước mơ của mình bất chấp hoàn cảnh khắc nghiệt.

## Diễn viên

### Chính
- Kim Sung-cheol vai Park Jung-min, một ca sĩ kiêm nhạc sĩ đầy tham vọng, người đã mắc chứng ám ảnh sân khấu kể từ khi giọng anh vỡ ra trước mối tình đầu.
- Jung Chae-yeon vai Kwon Na-ra, thành viên của một nhóm nhạc nữ ít nổi tiếng sắp tan rã đang cố gắng vực dậy sự nghiệp của mình.[7]

### Phụ
- Choi Yoo-ri vai Park Ok-hee, em gái của Jung-min.
- Park Mi-sun vai Kim Mi-ok, mẹ của Jung-min.
- Yang Ik-june vai Kim Hyung-soo, chú của Jung-min.
- Lee Sang-yi vai Yeom Dae-sung, bạn của Jung-min.
- Nam Tae-boo vai Kim Min-bong, bạn của Jung-min.
- Jo Kwan-woo vai Giám đốc điều hành công ty của Kwon Na-ra
- NC.A vai Eileen, ca sĩ đối thủ tại công ty của Kwon Na-ra
- Kim Junwook vai người biểu diễn
- Jeong Sagang vai nghệ sĩ biểu diễn

## Xếp hạng
| Tập        | Ngày phát sóng           | Tỷ lệ khán giả trung bình (Toàn quốc) |
| Tập        | Ngày phát sóng           | AGB Nielsen                           |
| ---------- | ------------------------ | ------------------------------------- |
| 1          | Ngày 10 tháng 7 năm 2018 | 1.8%                                  |
| 2          | Ngày 17 tháng 7 năm 2018 | 1.6%                                  |
| Trung bình | Trung bình               | 1.7%                                  |